# Saeed Mortazavi

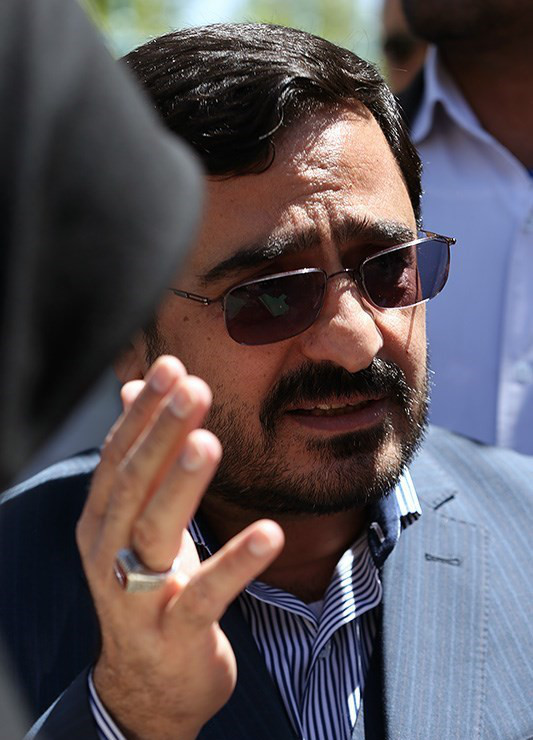
Saeed Mortazavi in 2015

Saeed Mortazavi (Meybod, 26 november 1967) is sinds 2003 een prominente Iraanse jurist en officier van justitie van het revolutionair gerechtshof in Teheran. Daarvoor was hij rechter.
In het westen is hij bekend om enkele acties, waaronder het sluiten van 60 pro-reformistische bladen en websites, het laten oppakken van studenten die tegen president Ahmadinejad hadden geprotesteerd en het veelvuldig gebruikmaken van marteling.